# 범조우
범조우(范祖禹, 1041년~1098년)는, 중국 북송의 역사가이자 학자, 문인이자 관료이다. 자(字)는 순부(淳夫, 淳父、純父、純甫로도 썼다), 또는 몽득(夢得)으로 익주(益州) 화양현(華陽縣) 출신으로 출신지를 따서 화양선생(華陽先生)으로 알려져 있다. 북송의 재상이었던 여공저(呂公著)의 사위이기도 하다.

## 생애
범조우의 성명과 자(字)는 그의 출생과 관련이 있는데, 모친의 태몽에 한대(漢代)의 대장군(大將軍) 등우(鄧禹)가 나타났다 해서 이름을 조우(祖禹)라 짓고, 자를 몽득(夢得)이라 한 것이다.
가우(嘉祐) 8년(1063년) 진사에 급제하였다.
역사에 능통하였으며 특히 당서(唐書)에 뛰어나 사마광에게 높은 평가를 받았고, 신종 희녕 3년(1070년)부터 다른 사람들과 협력하여 『신종정사』와 『신종실록』을 편수하였다. 다만 이들 저서는 현재 전하지 않는다.
또한 범조우는 사마광을 도와 유서, 유분 등과 함께 자치통감을 편수하였다. 범조우는 15년 동안 《자치통감》의 당기(唐紀) 파트를 주로 담당하며 이에 마음을 쏟아 다른 영달을 바라지 않았다고 한다. 범조우가 완성한 600여 권을 사마광이 편집하여 81권으로 추렸고, 이것은 《자치통감》 당기로 형성되었다.
《자치통감》이 완성되자 사마광의 추천으로 비서성정자(秘書省正字)가 되었다. 왕안석(王安石)의 동생 왕안국(王安國)이 그와 친분이 있어 왕안석과의 교유를 제안했으나 끝내 거절하였고, 신법의 폐단에 대해서 상주하였다.
장인인 여공저(吕公著)가 권력을 장악하자 범조우는 그의 사위라는 이유로 사직했으나 사부원외랑(祠部員外郎)에 임명되었다. 이를 거절하였지만 다시 저작좌랑(著作佐郎)으로 임명되어 《신종실록》 검토에 참여했다. 이후 급사중(給事中), 한림원시독학사(翰林院侍讀學士), 지국사원사(知國史院事) 등을 역임했다.

## 《당감》의 편찬
이후 범조우는 《자치통감》 편찬에서의 경험을 살려 『당감』 12권, 『제학』(帝學) 8권, 『인황정전』 6권, 『범태사전』 53권 등을 집필했다. 그중에서도 『당감』은 당 고조에서 당 애제(소선제)까지의 역사를 다룬 것으로, 서문에서 범조우는 “조를 받들어 사마광과 함께 《자치통감》을 편수하게 되었는데, 당나라 역사 부분을 나누어 맡으면서 그 흥폐와 치란에 대해 생각해 보게 되었다. (중략) 삼가 당 왕조의 득실의 자취와 선악의 효험을 채록하여, 위로는 고조에서 시작해 아래로 소선제에 마치기를 무릇 360편, 12권으로 엮어 이름을 《당감》이라 하였다."고 하였다.
《당감》의 편성은 범조우의 생에 가장 중요한 업적 가운데 하나로 평가받으며, 범조우는 후세의 학자들로부터 당감공(唐鑑公)이라 불렸다. 송 고종은 이 책을 재삼 칭찬하며 "《자치통감》을 읽으면 사마광이 재상의 도량을 갖추었음을 알 수 있고, 《당감》을 읽으면 범조우의 간언 방법을 알 수 있다"(讀唐鑒, 知范祖禹有臺諫手段)" 정이는 "삼대 이래로 이런 의론은 없었다"고 평하였으며, 주희의 주자어류(朱子語類)에는 "주장이 약하고 일관성이 없다"(議論弱, 又有不相應處)라고 언급되며, 주희는 당감에 대해 "의론의 대강은 좋지만 더 생각해야 할 부분이 많다", "순부(범조우)의 의론은 대부분 그 입구만 스치고 지나가는 경우가 많다."고 비판했다.
범조우가 『당감』을 언제 썼는지는 명확한 기록이 남아있지 않다. 범조우 자신은 철종 원우 원년(1086년) 2월 28일에 쓴 서문인 『진당감표』에 "臣昔在先朝，承乏書局，典司載籍，實董有唐，嘗於紬次之餘，稽其成敗之迹， 折以義理，輯成一書。……其《唐鑑》十二卷，繕寫成六冊，謹隨表上進以聞。"라고 해서, 사마광을 도와 자치통감의 당기 총목 및 장편을 쓰던 기간에 이미 당감을 편찬하기 시작했던 것으로 볼 수 있다. 『송사』 신종기에는 “(원풍) 8년 봄 정월 무술(초사흘) 황제가 불예하였다.... (3월) 무술(초닷새)에 황제가 복녕전에서 붕어하였다."라고 쓰고 있어, 완성 시기는 신종 원풍 7년(1084년) 말에서 원풍 8년(1085년) 초쯤으로 추정된다.
범조우는 또한 뛰어난 스승으로 진강하기 전날 밤부터 미리 의관을 반듯하게 정제하였다고 한다. 북송의 문인 소식은 "范淳夫講書，為今經筵講官第一。言簡而當，無一冗字，無一長語，義理明白，而成文粲然，乃得講書三昧也。"라고 하였다.
원풍 원년(1098년) 10월에 사망하였다.

## 묘지
처음에는 화주(광동성 화주시) 하서사자령(석우강) 남쪽 산기슭(인민병원 북쪽), 용강의 반석을 의지해서 금렴역도를 내다보는 위치에 묻혔는데, 훗날 장남인 범충에 의해 낙양과 가까운 하남 언사현 낙남향 토중촌 천지원의 가족묘지로 이장되었다. 명 정덕 시대에 그의 묘지가 훼손되었다.
정강의 변으로 여진족이 낙양을 점령하자 범충은 일족을 거느리고 남쪽 충주로 피란하였으며, 범충은 사망한 뒤 취저우 시 상산현의 하가향 황강촌에 묻혔다. 청 옹정 8년에 범씨의 후손들이 그의 묘비를 다시 세웠다. 남쪽으로 옮겨온 뒤에도 그의 일족은 오랫동안 스스로를 낙인(洛人) 즉 '낙중 사람'이라고 자처했다.

## 가계
범조우의 선조는 본래 장안(長安)에 살았으나 당 말기 황소의 난(黃巢-亂)을 피해 사천(四川)으로 이주하였으므로 성도를 본가로 삼게 되었다.
- 범조우의 조상 : 범방(范滂, 동한 왕조) … 범리빙(范履冰, 당나라) - 범동천(范冬倩) - 범명학(范鳴鶴) - 범계명(范季明) - 범거륜(范居倫)
- 범조우의 비조: 범거륜(范居倫)
- 범조우의 원조: 범륭(范隆)
- 범조우의 태조: 범언랑(范彦朗)
- 범조우의 열조: 범소온(范紹温)
- 범조우의 천조: 범창우(范昌祐)
- 범조우의 고조부: 범수(范璲)
- 범조우의 증조부: 범도(范度)
- 범조우의 조부: 범개(范鍇, 백숙조: 范鎡、范鎮)
- 범조우의 아버지: 범백지(范百之)
- 범조우의 형제: 범조인(范祖仁), 범조철(范祖哲)
- 범조우의 먼 사촌: 범요(范寥)
- 범조우의 아들: 범충(范沖, 여희철呂希哲의 사위), 범온(范温[6], 진관秦观의 사위)
- 범조우의 손자: 범중웅(范仲熊), 범중표(范仲彪), 범중유(范仲愈), 범중보(范仲補), 범중고(范仲考), 범중각(范仲覺)
- 범조우의 증손자: 범화(范華), 범래(范萊)
- 범조우의 증손자: 범택언(范擇言), 범택중(范擇中), 범택용(范擇庸), 범택능(范擇能)

거주지가 다르기 때문에 범조우의 후손들의 이름은 성도의 본종가의 이름과 조금씩 달랐다. 다음은 범백붕의 후손의 예다.
- 범도 — 범개—범백붕(范百朋, 위위시승卫尉寺丞)—범조단(范祖旦)—범유(范洧)—범중조(范仲祖)—범자승(范子升)—범동수(范東叟, 용도각직학사龙图阁直学士，그 묘지가 강서江西 풍성丰城에서 출토되었다. 현대에도 여전히 적지 않은 범씨 후손들이 풍성 일대에 거주하고 있다)(범동수는 엽적의 아들이자 주희의 제자인 엽미의 문인이었기 때문에 현지에 영가지학이 유입되었고, 동시에 범씨 집안의 많은 학자(범대성, 범대야 등)들이 강서 지역으로 이주하여 원, 명대 간학 발전을 촉진하였다.)—범대유(范大有, 승무랑承务郎)

## 저술
범조우의 저술로는 《범태사집》(또는 《범조우집》이라고도 한다) 55권이 있고, 청 사고전서판본이 전해지고 있다.
- 《시해》(詩解)
- 《고문효경설》(古文孝經說)
- 《제의》(祭儀)
- 《삼경요어》(三經要語)
- 《경서요언》(經書要言)
- 《가인괘해의》(家人卦解義)
- 《당감》(唐鑑)
- 《제학》(帝學)
- 《인황훈전》(仁皇訓典)
- 《범태사집》(范太史集)

## 『당감』 편찬의 특징
범조우의 정치적 사상은 당감에 잘 반영되어 있다. 그는 국가를 통치하면서 황제와 그의 신하들이 유교 원칙을 준수하기를 바랐다. 대외적으로는 이하(夷夏)의 방어를 굳건히 지키며 외족과의 화친을 반대했던 데에서 범조우가 유학을 존숭하는 전형을 알 수 있다. 범조우가 《당감》을 편찬한 목적은 군왕이 역사적 교훈을 기억하고 나아가 나라를 다스리는 일을 개선하여 '현명한 신하를 중용하고 소인을 멀리하라'는 군왕의 사상을 표현하는 것이었다.

## 당감과 자치통감 편찬의 차이점
범조우는 한때 《자치통감》 편찬 과정에 참여했고, 자치통감 당기의 역사적 자료 수집 및 정리를 맡았다. 《당감》을 편찬할 때 범조위는 편년체 방식으로 편찬하였는데, 다루는 시간대는 고조에서 시작해 당 소종으로 끝맺었다.
《자치통감》과 《당감》은 모두 편년체를 채택하고 있지만, 1년에 2개 이상의 연호가 나오는 상황에서 택하는 서술 방식이 사마광과는 다르다. 《자치통감》은 그 해에 마지막으로 쓰인 연호를 기준으로 하고, 당감은 가장 먼저 등장한 연호를 사용하였다.
서술 스타일에도 차이가 있다. 황제가 즉위하기 전의 사적을 기록할 때 《자치통감》은 황제의 이름을 직접 쓰고 즉위한 후에나 비로소 그를 '제'라고 부르기 시작하는데, 《당감》은 황제의 묘호를 사용하여 각 사적에다 직접 쓰고, 즉위 전후의 호칭 차이가 없다.
또한 《당감》은 역사적 사건을 기술할 때 정확한 시기를 명시하지 않는데, 《당감》 고조기에는 “(무덕 원년) 5월에 조서에 이르되 近世以來，時運遷革，前代親族，莫不誅夷，興亡之效，豈伊人力。其隋蔡王智積等子孫，并付所司，量才選用이라 하였다" 라고 하였는데, 《당감》에는 무덕 원년(618년) 5월에 이 칙령이 반포된 것처럼 기록되어 있지만, 《신당서》 고조기와 《자치통감》 모두 이 칙령이 무덕 원년 6월 을유에 반포되었다고 되어 있다. 《당감》에 시간 오류가 기록되어 있는 것을 볼 수 있다. 애초에 그 집필 동기가 역사적 사건에 대한 득실을 평가하는 데에 있지 역사적 맥락을 정리하려는 것이 아니기 때문이다.

## 전기
중국의 《송사》 권제337, 열전제96, 범진종자백록 종손 조우